# Halsey
Ешлі Ніколетт Франджипані (англ. Ashley Nicolette Frangipane, нар. 29 вересня 1994), відома під псевдонімом Halsey — американська співачка й авторка пісень. Почала писати пісні у 17 років, 2014 року підписала контракт із звукозаписною компанією Astralwerks і випустила мініальбом з п'яти композицій, що отримав назву Room 93. Її дебютний студійний альбом Badlands вийшов 2015 року.

## Життєпис
Ешлі Ніколетт Франджипані народилася 29 вересня 1994 року в Едісоні, штат Нью-Джерсі, в сім'ї Ніколь і Кріса Франджипані. З боку матері має італійські, угорські та ірландські корені, а також африканські з боку батька. Її батьки кинули коледж після того, як мати дізналася, що вагітна. Мати спічаки працює техніком екстреної медичної допомоги, а батько керує автосалоном. У неї є двоє молодших братів — Севіан і Данте. Протягом дитинства сім'я часто переїжджала, оскільки батьки працювали на багатьох роботах[джерело?].
Перш ніж почала грати на гітарі в 14 років, Холзі грала на скрипці, альті та віолончелі. Співачка виросла, слухаючи Аланіс Моріссетт, Джастіна Бібера та Brand New. В одному з перших інтерв'ю зізналася, що в 16-17 років у неї діагностували біполярний афективний розлад. У 18 років через фінансові проблеми опинилася на вулиці.
Вона грала акустичні концерти під різними іменами, але, зрештою, зупинилася на Halsey, що є анаграмою її імені (Ashley), а також назвою вулиці в Брукліні, де проводила багато часу, коли була підлітком. Спочатку Голзі планувала вступити в коледж на факультет образотворчих мистецтв, але не змогла собі цього дозволити.

## Кар'єра

### Рання творчість
Перш ніж випустити Room 93, Ешлі записувала кавери на пісні різних виконавців і викладала їх на YouTube. Одна з найвідоміших робіт співачки є кавером на «I Knew You Were Trouble» Тейлор Свіфт. Цей запис вона розмістила на своєму акаунті в Tumblr. Пробувалася на «X-Factor».

### Room 93
За словами самої Франджипані, тоді, коли вона була бездомною і жила у друзів, один з менеджерів помітив її і попросив записати пісню для реклами. У тій же студії Голзі записала і «Ghost», який став одним із синглів майбутнього мініальбому Room 93, а також увійшов до альбому Badlands. Після цього розпочала співпрацю з Astralwerks. 27 жовтня 2014 року вийшов перший EP Room 93, який складається з п'яти пісень: «Hurricane», «Ghost», «Trouble», «Empty Gold», «Is There Somewhere». Альбом не приніс Голзі світової слави, але її почали впізнавати на вулицях і в той час вона дала кілька концертів.
«Ghost» і «Hurricane» стали синглами і на них вийшли кліпи, які розповідають історію компанії підлітків («Hurricane») та історію пари з цієї компанії («Ghost»). Дія кліпів відбувається в мотелі, у кімнаті номер 93[джерело?].

### Badlands
Альбом Badlands вийшов 28 серпня 2015 року. Першим синглом після випуску альбому стала пісня «New Americana», кліп на яку вийшов у вересні 2015 року. У січні 2016 стало відомо, що «Colors» стане третім синглом з альбому, а 25 лютого вийшов кліп за участю Тайлера Позі. Того ж року пісню «Castle» дещо змінили, і потім випустили як саундтрек до кінофільму «Мисливець і Снігова королева».

### Hopeless Fountain Kingdom
2 червня 2017 року було заплановано вихід другого альбому під назвою Hopeless Fountain Kingdom. 4 квітня було випущено сингл «Now or Never». Після нього 4 травня вийшов сингл «Eyes Closed».

### Manic
У березні 2019 року Холзі вперше анонсувала вихід третього альбому. Автономний сингл «Nightmare», випущений 17 травня 2019 року, спочатку мав стати лід-синглом з альбому. Сцени відеокліпу пісні «Nightmare» показують Холзі статті «MANIC», що вона читає в газеті, та іншу під назвою «H3 / AI / 10—2019», без вказівки дати, через що пішли чутки про ймовірну дату виходу альбому в жовтні 2019. 
12 вересня 2019 року Голзі розкрила в соцмережах назву та обкладинку нового альбому. Сам альбом вийшов 17 січня 2020 та отримав позитивні відгуки від музичних критиків. Альбом дебютував на другому місці в американському хіт-параді Billboard 200 із тиражем 239 000 еквівалентних одиниць, включаючи 180 000 копій альбому. Це третій альбом Холзі, який потрапив у найкращу двійку чарту та найкращий тижневий тираж у кар'єрі співачки. 

### If I Can't Have Love, I Want Power
Четвертий альбом вийшов 27 серпня 2021 року. В ньому Голзі звернулася до більш жорсткого, альтернатив-рок, ґранж-поп, поп-панк та рок-звучання. Він також містить у своїх піснях синті-поп, ембієнт, нойз-рок, панк-рок, драм-н-бейс, хіп-хоп та авангардні елементи. Платівка отримала переважно гарні відгуки критиків, яким сподобалася амбітня концепція та театральність запису. Альбом увійшов до топ-10 кількох списків найкращих альбомів за 2021 рік і був номінований як найкращий альбом альтернативної музики на 64-й щорічній церемонії вручення премії «Греммі». Альбом був підтриманий Love and Power Tour.
Також альбом супроводив фільм, що було показано у кінотеатрах IMAX влітку 2021, а потім випущено онлайн на HBO Max 7 жовтня 2021 року. Журнал Rolling Stone написав, що у фільмі є фентезі, використовуючи візуальні впливи американського телесеріалу «Гра престолів» і фільму «Марія Антуанетта» 2006 року, а також теми материнства та містицизму в його сюжетній лінії. 
Сама Голзі описує альбом як концептуальний альбом, присвячений позитивним і негативним сторонам вагітності та пологів. Альбом спочатку був побудований навколо «смертності, вічного кохання та нашого місця/постійності», але емоційний вплив її вагітності «привніс нові теми контролю, жаху тіла, автономії та зарозумілості». Голзі також підкреслила, що після її дебютного студійного альбому Badlands (2015) «дуже круто» мати альбом без співпраць з іншими артистами. Вона сказала, що платівка мала бути повністю з [її] голосу».

### The Great Impersonator
Після майже трьорічної перерви у випуску альбомів 4 червня 2024 року співачка випустила пісню «The End», в якій розповіла про своє лікування від вовчака та лейкемії. Пісня стала всього лише промосинглом, але була тепло прийнята прихильниками. У якості лід-сингла було випущено пісню Lucky, в якій використано семпл пісні Брітні Спірс з такою ж самою назвою. Сама платівка продовжила тему емоцій щодо захворювання та лікування співачки, а також досліджує автентичність особистості та досвіду Голзі. Раніше вона була впевнена в тому, що це «останній альбом, який вона коли-небудь створить».
За концепцію альбому було обрано оммажі на різноманітних зірок з 1970-х років до нашого часу. Пісні альбому натхнені образами таких артистів, як Девід Боуї, Стіві Нікс, Кейт Буш, Шер, Мерілін Монро та інших. За 18 днів до релізу виконавиця почала ділитися своїми фотографіями у їхніх відомих образах, відраховуючи дні до виходу. 

Альбом отримав загалом позитивні відгуки після випуску за еклектичне та чесне звучання. Голзі описала альбом так на сторінці в Інтернеті: 
Я зробила цей запис у просторі між життям і смертю. І таке відчуття, ніби я чекала цілу вічність, поки ви його почуєте. Я б почекала ще трохи. Я вже чекала десять років.

### Сингли
У травні 2016 року спільно з Lido Голзі випустила пісню «Tokyo Narita». Згодом записала дует разом з The Chainsmokers, під назвою «Closer», який досяг першого місця в Billboard Hot 100.
У січні 2017 року вийшла пісня «Not Afraid Anymore», яка стала другим синглом до кінофільму «П'ятдесят відтінків темряви».

### Тури
- American Youth Tour. Тур почався 2015 року, але не був самостійним: виступала разом з Young Rising Sons.
- Badlands Tour (2015). Тур розпочався 30 вересня 2015 року і тривав до 13 серпня 2016.
- Smoke + Mirrors Tour. Голзі брала участь в цьому турі, виступаючи з Imagine Dragons.
- The Madness Tour. Спільно з The Weeknd.
- Love and Power Tour

## Активізм
Під час президентських виборів 2016 року Halsey була завзятою прихильницею Берні Сандерса і закликала шанувальників голосувати за нього. У липні 2016 року вона та 26 інших виконавців були представлені на благодійному синглі «Hands», який був даниною пам'яті жертвам стрілянини в нічному клубі Pulse. Під час президентських праймеріз Демократичної партії 2020 року Halsey додатково підтримала Сандерса, закликавши шанувальників проголосувати за нього через соціальні мережі та рекламне відео, створене у співпраці з кампанією Сандерса.
Halsey брала участь в інформаційній кампанії з питань психічного здоров'я та запобігання самогубствам під назвою «Я слухаю», яка проводилася радіомережею Entercom і транслювалася в прямому ефірі 10 вересня 10 2017 року.
Називає себе феміністкою. Після Жіночого маршу 2017 року вона надіслала твіт, у якому пообіцяла пожертвувати один долар на Planned Parenthood за кожен отриманий ретвіт. Зрештою вона пожертвувала організації 100 000 доларів. Halsey виступила з промовою перед понад 200 000 протестувальниками на Жіночому марші 2018 року. Замість традиційної промови вона виконала п'ятихвилинний вірш під назвою «A Story Like Mine», у якому розповіла особисті історії сексуального насильства та насильства протягом свого життя. Її особиста розповідь містила супровід її найкращої подруги до програми Planned Parenthood після того, як вона була зґвалтована, її особисту розповідь про сексуальне насильство з боку сусідів і хлопців, а також жінок, які зазнали сексуального насильства з боку олімпійського лікаря Ларрі Нассара. Голзі завершила свою промову, попросивши всіх жертв сексуального насильства —чорношкірих, азіатів, бідних, заможних, трансгендерів, мусульман, християн — вислухати та підтримати одне одного. Ейджей Віллінгхем з CNN висловив думку в заголовку, що промова Halsey на Жіночому марші зворушила людей в усьому світі.
У травні 2018 року розкритикувала Іванку Трамп у Twitter, скаржачись, що вона була надто розслабленою, поки її батько, Дональд Трамп, ображав дітей іммігрантів.
У листопаді 2018 року Halsey виступала на показі Victoria's Secret Fashion Show разом з багатьма іншими артистами, але в грудні вона розкритикувала компанію за відсутність трансгендерних моделей у своїх різноманітних показах.
В інтерв'ю Glamour у січні 2019 року вона виступала за більшу присутність жінок у музиці. У квітні 2019 року вона та ще 29 виконавців увійшли до благодійного синглу «Earth», який привертає увагу до проблеми зміни клімату.
У травні 2020 року Голзі разом з Янгблад приєдналися до протестів у Лос-Анджелесі за расову справедливість після вбивства Джорджа Флойда. У червні 2020 року запустила The Black Creators Fund, заснований для надання фінансової підтримки, ресурсів і платформи темношкірим людям.

## Особисте життя
Halsey є відкритою бісексуалкою. До музичної кар'єри вона зустрічалася з жінкою. У березні 2021 року вона оголосила, що використовує займенники як «вона/її», так і «вони/їх»[джерело?]. Кажучи про себе, раніше також використовувала термін «tri-bi» («три-бі»), що означає biracial, bisexual and bipolar (дворасовість, бісексуальність і біполярність), однак пізніше перестала його вживати.
В одному з інтерв'ю для Rolling Stone розповіла про викидень. Це трапилося за декілька годин перед важливим виступом для VEVO Lift. Попри свій стан, співачка не скасувала виступ. З її слів, це був «найбільш важкий виступ у житті»: «Я не розуміла, що відбувається. Невже я все втрачу? Чи мені вдасться зберегти вагітність? Що подумають фанати? А що подумає моя мама? Що подумають?»
Має 29 татуювань, любить експериментувати з волоссям, була вегетаріанкою, палила. Товаришує зі співаком та актором Троєм Сіваном[джерело?].

### Стосунки
Halsey зустрічалася з англійським музикантом Метті Гілем до 2015 року. Вона познайомилася з ним на концерті його групи The 1975. У 2015—2016 роках вона зустрічалася з норвезьким продюсером Лідо, який допомагав створювати «Badlands» і надихнув на «Hopeless Fountain Kingdom». У 2017 році почала зустрічатися з американським репером G-Eazy. Вони познайомилися на вечірці і знайшли спільну музичну тему для пісні «Him&I» Вони розлучилися в липні 2018 року. Пізніше Голзі підтвердила, що її пісня 2018 року «Without Me» частково розповідає про ці стосунки. З листопада 2018 до вересня 2019 року зустрічалася з англійським музикантом Янгбладом, з жовтня 2019 до березня 2020 року — американським актором Еваном Пітерсом.
27 січня 2021 року співачка повідомила, що вагітна від свого бойфренда Алева Айдіна. 14 липня того ж року народила сина ― Ендера Рідлі Айдіна. Згодом пара розлучилася. У квітні 2023 року Halsey подала заяву на опіку над півторарічним сином, а також вимагала спільної юридичної опіки та витрат з батьком дитини[джерело?].
У 2023 році Halsey почала зустрічатися з канадським актором Еваном Джогією. У 2024 році співачка оголосила, що вони заручені[джерело?].

### Здоров'я
З самого початку своєї кар'єри Halsey відкрито розповідала про свої проблеми зі здоров'ям. У Halsey біполярний розлад, діагностований у віці 17 років. У цьому віці вона зробила спробу самогубства. У 2016 році Halsey діагностували ендометріоз. Halsey не переносить глютен. Окрім цього, у Halsey діагностовані синдром Елерса-Данлоса, синдром Шегрена, синдром активації тучних клітин і POTS (синдром постуральної ортостатичної тахікардія). 5 червня 2024 року Halsey повідомила, що у неї діагностували вовчак і Т-клітинний розлад[джерело?].

## Дискографія
| Альбом   | Деталі                                                                             | Пікові позиції в чартах | Пікові позиції в чартах | Пікові позиції в чартах | Пікові позиції в чартах | Пікові позиції в чартах | Пікові позиції в чартах | Пікові позиції в чартах | Пікові позиції в чартах | Пікові позиції в чартах | Пікові позиції в чартах | Продажі        |
| Альбом   | Деталі                                                                             | US                      | AUS                     | BEL(FL)                 | CAN                     | GER                     | IRE                     | NL                      | NZ                      | SWE                     | UK                      | Продажі        |
| -------- | ---------------------------------------------------------------------------------- | ----------------------- | ----------------------- | ----------------------- | ----------------------- | ----------------------- | ----------------------- | ----------------------- | ----------------------- | ----------------------- | ----------------------- | -------------- |
| Badlands | - Вихід: 28 серпня 2015 - Лейбл: Astralwerks(2547360342) - Формати: CD, КК, ЦД, LP | 2                       | 2                       | 10                      | 3                       | 37                      | 3                       | 5                       | 3                       | 13                      | 9                       | - США: 199,000 |

### Мініальбоми
| Назва   | Деталі                                                                                 | Пікові позиції в чартах | Пікові позиції в чартах | Пікові позиції в чартах |
| Назва   | Деталі                                                                                 | US                      | USAlt.                  | USHeat                  |
| ------- | -------------------------------------------------------------------------------------- | ----------------------- | ----------------------- | ----------------------- |
| Room 93 | - Вихід: 27 жовтня 2014 - Лейбл: Astralwerks (2547223807) - Формати: CD, DL, 12" вініл | 159                     | 20                      | 3                       |

### Сингли
| Назва                               | Рік  | Пікові позиції в чартах | Пікові позиції в чартах | Пікові позиції в чартах | Пікові позиції в чартах | Пікові позиції в чартах | Пікові позиції в чартах | Пікові позиції в чартах | Альбом                                |
| Назва                               | Рік  | US                      | USAlt.                  | BEL(FL)                 | CAN                     | IRE                     | NZ                      | UK                      | Альбом                                |
| ----------------------------------- | ---- | ----------------------- | ----------------------- | ----------------------- | ----------------------- | ----------------------- | ----------------------- | ----------------------- | ------------------------------------- |
| «Hurricane»                         | 2014 | —                       | —                       | —                       | —                       | —                       | —                       | —                       | Badlands                              |
| «Ghost[en]»                         | 2014 | —                       | —                       | —                       | —                       | —                       | —                       | —                       | Badlands                              |
| «New Americana»                     | 2015 | 60                      | 18                      | —                       | 184                     |                         |                         |                         | Badlands                              |
| «Colors»                            | 2016 | —                       | —                       | —                       | —                       | —                       | —                       | —                       | Badlands                              |
| «Castle»                            | 2016 | —                       | —                       | —                       | —                       | —                       | —                       | —                       | Badlands і The Huntsman: Winter's War |
| «Tokyo Narita»(разом з Lido)        | 2016 | —                       | —                       | —                       | —                       | —                       | —                       | —                       | N/A                                   |
| «Closer» (разом з The Chainsmokers) | 2016 | 1                       | —                       | —                       | 1                       | 1                       | 1                       | 1                       | Collage                               |
| «Not Afraid Anymore»                | 2016 | 77                      | —                       | —                       | 72                      | —                       | —                       | —                       | Fifty Shades Darker                   |

## Номінації та нагороди
| Рік  | Нагорода                | Категорія                | Результат |
| ---- | ----------------------- | ------------------------ | --------- |
| 2015 | MTV Europe Music Awards | Artist on the Rise       | Номінація |
| 2016 | People's Choice Awards  | Favorite Breakout Artist | Номінація |
| 2016 | NME Awards              | Best New Artist          | Номінація |

## Фільмографія
| Рік       |    | Українська назва    | Оригінальна назва             | Роль                       |
| --------- | -- | ------------------- | ----------------------------- | -------------------------- |
| 2017      | мс | Американський тато! | American Dad!                 | Сінді (озвучення, S14-E10) |
| 2018      | мф | Юні титани, вперед! | Teen Titans Go! To the Movies | Диво-Жінка (озвучення)     |
| 2018—2021 | с  | SNL                 | Saturday Night Live           | гість (5 епізодів)         |
| 2018      | ф  | Народження зірки    | A Star Is Born                | камео                      |
| 2021      | мф | Співай 2            | Sing 2                        | Порш Крістал (озвучення)   |
| 2023      | ф  | Американа           | Americana                     | Менді Старр                |
| 2024      | ф  | МаХХХін             | MaXXXine                      | Таббі Мартін               |